# Alain Claeys
Pour les articles homonymes, voir Claeys.
Alain Claeys, né le 25 août 1948 à Poitiers (Vienne), est un homme politique français, membre du Parti socialiste.

## Biographie
Il reçoit une partie de sa formation à l'université de Poitiers, où il obtient le grade de maître assistant à la faculté de sciences économiques.
Dès 1977, il devient directeur de cabinet de Jacques Santrot, tout juste élu maire de Poitiers. Il conserve cette fonction jusqu'en 1992.
Il est élu député le 1er juin 1997, pour la XIe législature (1997-2002), dans la première circonscription de la Vienne. Il fait partie du groupe socialiste. Il succède à Jacques Santrot comme maire de Poitiers aux municipales de 2008 en étant élu dès le premier tour avec 54,52 % des voix. Il est avec lui l'un des soutiens les plus actifs de Laurent Fabius. Il est le trésorier du Parti Socialiste entre 1994 et 2003. Alain Claeys est également membre du conseil général de la Vienne de 1982 à 2008, et du conseil régional de Poitou-Charentes entre 1986 et 1997.
Il est réélu député en 2002, 2007 puis en 2012 .
Alain Claeys est un spécialiste de la bioéthique. Il est également responsable du volet enseignement supérieur au sein de l'équipe de Vincent Peillon, responsable éducation auprès de François Hollande durant la campagne présidentielle de 2012, puis sous le Gouvernement Ayrault. Le 3 février 2021, il est nommé au Comité consultatif national d'éthique pour les sciences de la vie et de la santé sur désignation du ministre chargé des solidarités et de la santé.
Dans le cadre de la future loi sur le non-cumul des mandats, Alain Claeys annonce qu'il serait candidat aux municipales de 2014, et qu'il ne briguerait pas de nouveau mandat de député. Il est réélu à la mairie de Poitiers avec 41,08 % des voix lors d'un second tour en « quadrangulaire » face à Jacqueline Daigre (UMP-UDI), Christiane Fraysse (EELV) et Alain Verdin (FN).
Le 27 janvier 2016, la loi Claeys-Leonetti relative à l'autorisation de la sédation profonde et continue pour les patients en phase terminale est adoptée par le Parlement français.
Il ne se représente pas aux élections législatives de 2017. Candidat de nouveau à la mairie de Poitiers en 2020, il est battu au second tour par la candidate écologiste Léonore Moncond'huy.

## Mandats
- 22 mars 1982 - 2 octobre 1988 : membre du conseil général de la Vienne
- 17 mars 1986 - 22 mars 1992 : membre du conseil régional de Poitou-Charentes
- 3 octobre 1988 - 27 mars 1994 : membre du conseil général de la Vienne
- 23 mars 1992 - 1er août 1997 : membre du conseil régional de Poitou-Charentes
- 28 mars 1994 - 18 mars 2001 : membre du conseil général de la Vienne
- 18 mars 2001 - 19 mars 2008 : membre du conseil général de la Vienne
- 1er juin 1997 - 20 juin 2017 : député de la 1re circonscription de la Vienne, réélu en 2007 et 2012. Ne se représente pas en 2017.
- 9 mars 2008 - 28 juin 2020 : maire de Poitiers élu avec 54,52 % des voix au premier tour. Il succède ainsi à Jacques Santrot. Réélu en 2014 avec 41,08 % au second tour

## Distinctions
- 2017 :  Chevalier de la Légion d'honneur[7].
- 2025 :  Officier de l'ordre national du Mérite